# Kamperfoeliefamilie
De kamperfoeliefamilie (Caprifoliaceae) is een familie van tweezaadlobbige planten.
Het zijn heesters of lianen, zelden kruidachtige planten.  De bladeren zijn tegenoverstaand of zelden in drietallige kransen, meestal afvallend, enkelvoudig of samengesteld, met of zonder steunblaadjes.  De bloeiwijze bestaat uit een tros of bijscherm, soms in de vorm van een tuil of hoofdje.  De bloemen zijn tweeslachtig, straalsgewijs of tweezijdig symmetrisch.  De Kelk heeft vier of vijf tanden.  De bloemkroon is vergroeidbladig, met vier of vijf lobben, soms tweelippig.  De bloemen hebben vier of vijf meeldraden, afwisselend met de kroonslippen en op de kroonbuis ingeplant.  Er zijn twee tot vijf vergroeide vruchtbladen.  Het vruchtbeginsel is onderstandig, met één tot vijf hokken; één stijl, soms zeer kort; placentatie hoekstandig.  Vrucht: een bes, steenvrucht of nootje.

## Taxonomische status
Een dergelijke familie is universeel erkend door systemen van plantentaxonomie. Wel is het zo dat de omschrijving van de familie aanzienlijk kan wisselen.
Ook het APG-systeem (1998) en het APG II-systeem (2003) erkennen deze familie. Hierbij staat APG II twee mogelijke omschrijvingen toe:
- In enge zin, min of meer de traditionele omschrijving, maar minus de geslachten vlier (Sambucus) en sneeuwbal (Viburnum), die naar de muskuskruidfamilie (Adoxaceae) verplaatst zijn.
- In brede zin, inclusief de planten die ook afgesplitst kunnen worden in de families Diervillaceae, Dipsacaceae, Linnaeaceae, Morinaceae en Valerianaceae.

Deze tweede mogelijkheid is de keuze van de 23e druk van de Heukels, zodat deze familie aldaar heel groot is.

## Geslachten en soorten
De familie telt circa vierhonderd soorten, vooral in het noordelijk halfrond, maar ook in de Andes en Maleisië.
In Nederland komen de volgende geslachten (lid van de familie in brede zin) voor: 
- Centranthus
- Dipsacus (geslacht Kaardenbol),
- Leycesteria
- Lonicera (geslacht Kamperfoelie),
- Knautia
- Succisa
- Valeriana (geslacht Valeriaan)
- Valerianella

In parken en tuinen treft men vaak soorten en cultivars van het geslacht Weigela aan.
Onder andere de volgende soorten behoren tot de kamperfoeliefamilie:
- Spoorbloem (Centranthus ruber)
- Tuinkamperfoelie (Lonicera caprifolium)
- Wilde kamperfoelie (Lonicera periclymenum)
- Grote kaardenbol (Dipsacus fullonum)
- Beemdkroon (Knautia arvensis)
- Fazantenbes (Leycesteria formosa)
- Linnaeusklokje (Linnaea borealis)
- Duifkruid (Scabiosa columbaria)
- Blauwe knoop (Succisa pratensis)
- Sneeuwbes (Symphoricarpos albus)
- Kleine valeriaan (Valeriana dioica)
- Echte valeriaan (Valeriana officinalis)
- Gewone veldsla (Valerianella locusta)
- Gegroefde veldsla (Valerianella carinata)
- Getande veldsla (Valerianella dentata)
- Geoorde veldsla (Valerianella rimosa)
- Scheve veldsla (Valerianella eriocarpa)

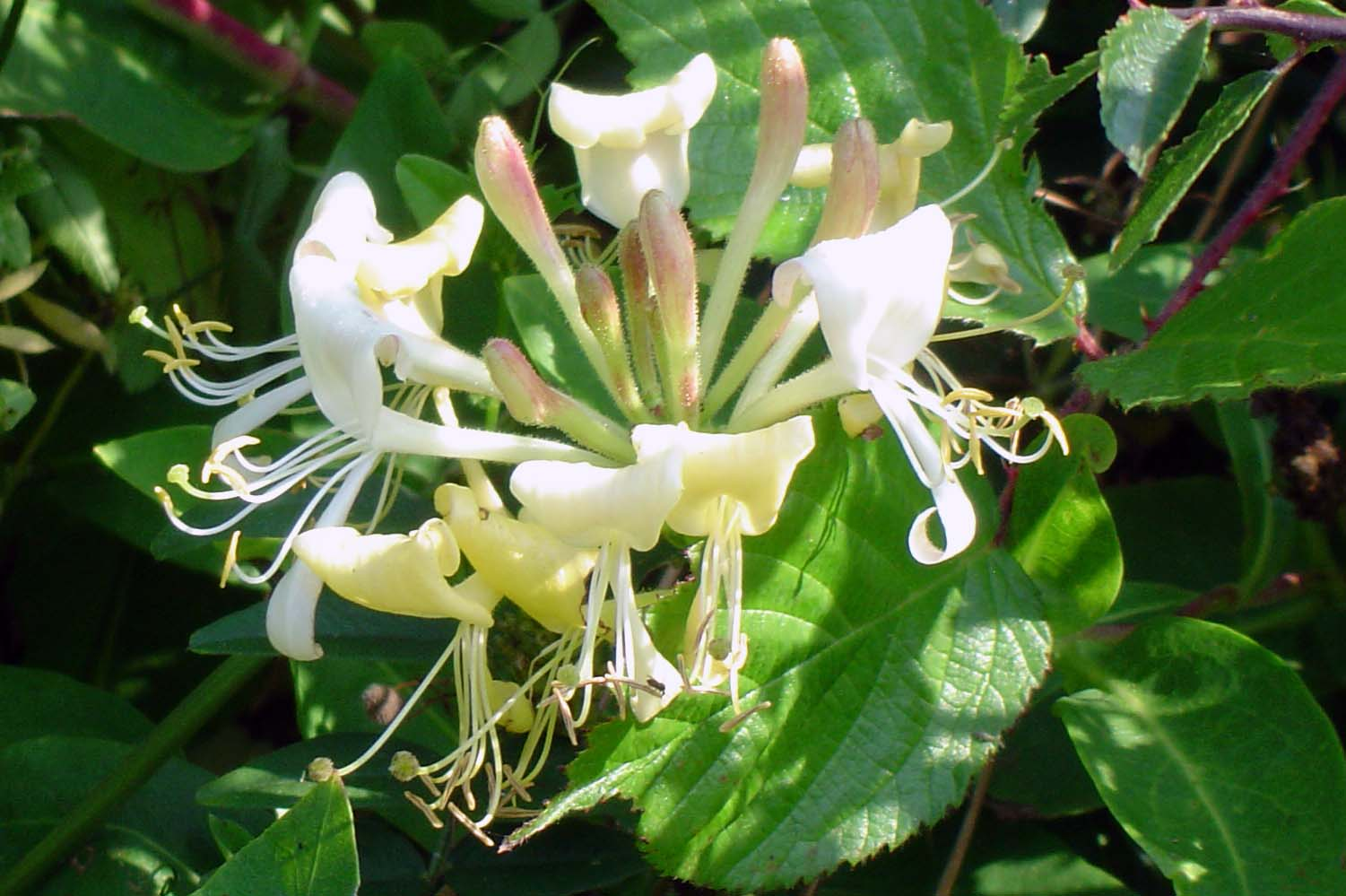
Wilde kamperfoelie (Lonicera periclymenum)
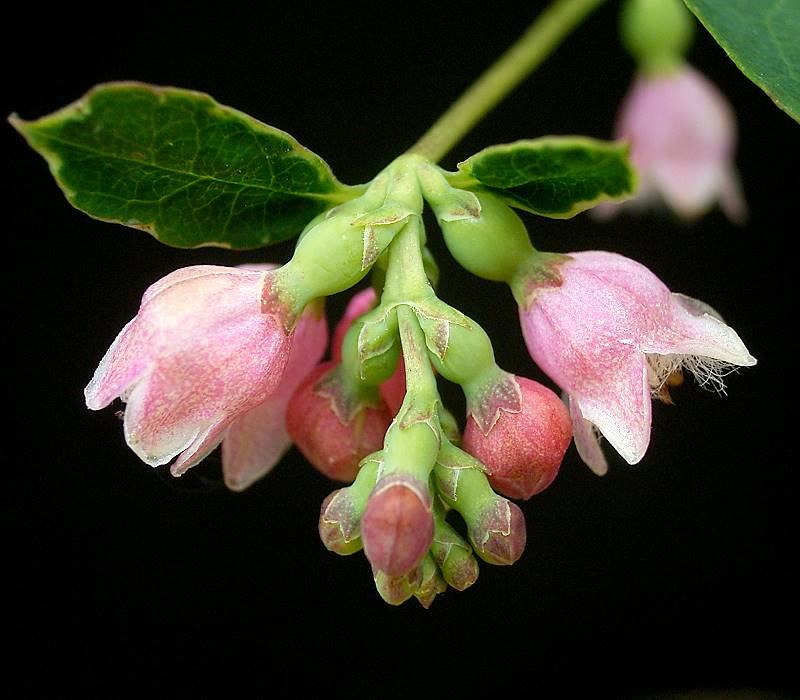
Sneeuwbes (Symphoricarpos albus)
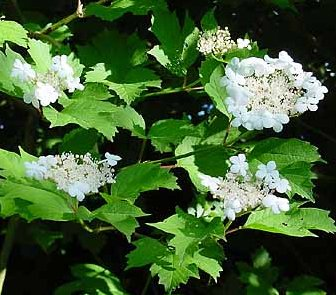
Gelderse roos (Viburnum opulus)